# 银胶菊属
银胶菊属（学名：Parthenium）是菊科下的一个属，为灌木或草本植物。该属共有约12种，分布于美洲。
属名Parthenium源于希腊语parthenios，即“处女”。